# Marginale opbrengst
De marginale opbrengst of grensopbrengst is de toename van de opbrengst door de afzet van één extra product. De marginale opbrengst heeft dan de waarde van de verkoopprijs.

## Berekening
De marginale opbrengst (MO) is te berekenen door de eerste afgeleide te nemen van de totale opbrengst (TO) naar het aantal producten (q):
{\displaystyle MO(q)={\frac {dTO(q)}{dq}}}.
In het algemeen is deze marginale opbrengst een functie van het aantal producten.

## Toepassing
De marginale opbrengst wordt vooral toegepast om de maximale winst te berekenen. De winst van een onderneming is namelijk maximaal als de marginale opbrengst (MO) gelijk is aan de marginale kosten (MK): MO = MK. Wanneer de marginale kosten namelijk hoger zijn dan de marginale opbrengst (MK > MO), zijn extra producten verliesgevend, dus moet de afzet worden verkleind voor meer winst. Wanneer echter de marginale opbrengst hoger is dan de marginale kosten (MO > MK), zijn extra producten winstgevend, dus kan de afzet worden vergroot voor meer winst.
De marginale winst (MW) is de toename van de winst door de afzet van één extra product, dit is gelijk aan het verschil tussen de marginale opbrengst (MO) en de marginale kosten (MK): MW = MO - MK. De marginale winst is dus gelijk aan nul wanneer de winst maximaal is.

## Vrijemarkteconomie
Bij vrijemarkteconomie, de marktvorm van volkomen concurrentie, is de marginale opbrengst ook gelijk aan de gemiddelde opbrengst. De gemiddelde opbrengst (GO) is te berekenen door de totale opbrengst te delen door de afzet (GO = TO/q). Dat de marginale opbrengst gelijk is aan de gemiddelde opbrengst, komt doordat de prijs voortkomt uit het marktevenwicht, waarop een individuele aanbieder geen invloed op kan uitoefenen. Hij is de zogenaamde hoeveelheidsaanpasser.

### Voorbeeld
Stel dat de verkoopprijs 10 is (euro per eenheid).
- Dan zijn de totale opbrengsten, TO = 10q;
- de gemiddelde opbrengsten, GO = TO/q = 10;
- en de marginale opbrengsten, MO = 10.

## Overige marktvormen
Voor de overige marktvormen (zoals monopolie, oligopolie en monopolistische concurrentie) geldt dat de marginale opbrengst niet gelijk is aan de gemiddelde opbrengst, omdat een individuele aanbieder invloed kan uitoefenen op de prijs. Hij is een zogenaamde prijszetter.
Een individuele aanbieder kan dus rekening houden met de collectieve vraag naar het product. Zijn prijs beïnvloedt de vraag naar het product.